# Emoia similis
Emoia similis är en ödleart som beskrevs av  Dunn 1927. Emoia similis ingår i släktet Emoia och familjen skinkar. Inga underarter finns listade i Catalogue of Life.